# رومیانا کاراپتوفا
رومیانا کاراپتوفا (بلغاری: Румяна Карапетрова؛ زادهٔ ۷ فوریهٔ ۱۹۸۲ در کازانلاک) ورزشکار دو و میدانی ارمنی‌تبار اهل بلغارستان در رشته پرتاب نیزه است.
در مسابقات قهرمانی ۲۰۰۶ اروپا با بهترین پرتاب به میزان ۶۱.۷۸ متر به مقام ششمی رسید. وی همچنین در مسابقات قهرمانی ۲۰۰۵ جهان به مقام دهمی رسید. وی در مسابقات قهرمانی ۲۰۰۷ جهان به رقابت پرداخت. در بازی‌های المپیک تابستانی ۲۰۰۸ وی به مرحله نهایی راه نیافت.

## دستاوردها
| سال                | مسابقه                         | محل برگزاری        | مقام               | توضیحات            |
| نمایندگی بلغارستان | نمایندگی بلغارستان             | نمایندگی بلغارستان | نمایندگی بلغارستان | نمایندگی بلغارستان |
| ------------------ | ------------------------------ | ------------------ | ------------------ | ------------------ |
| ۲۰۰۵               | مسابقات جهانی دو و میدانی ۲۰۰۵ | هلسینکی            | ۱۱ام               | ۵۷٫۰۶ متر          |
| ۲۰۰۶               | European Championships         | یوتبری             | ۶ام                | ۶۱٫۷۸ متر = PB     |
| ۲۰۰۷               | مسابقات جهانی دو و میدانی ۲۰۰۷ | اوساکا             | ۳۲ام               | ۴۸٫۵۰ متر          |